# Данчинов, Прокопий Павлович
Данчинов, Прокопий Павлович (1904, улус Одисса, Балаганского уезда, Иркутская губерния —9 марта 1938, г. Иркутск, СССР) — советский экономист, куратор основных республиканских строек индустриального периода, начальник промышленного сектора Госплана Бурят-Монгольской АССР, партийный, общественный деятель, публицист БМ АССР, организатор комсомольского движения в Боханском аймаке.

## Биография
Родился в крестьянской семье в улусе Одисса Аларской волости Иркутской губернии. Отец Павел Норжонович Данчинов (Бохойтон) и мать Мария Изыхеева урожденная улуса Бутухей по вероисповеданию шаманисты. Учился в открытой 14 декабря 1867 г.  Зунгарской школе. Активно участвовал в становлении Советской власти и партизанском движении региона. В 1921 году вместе со своими товарищами Добромысловым, Медведевым, Мироновым и Бакманом создавал Боханскую комсомольскую организацию. В октябре 1921 года был делегатом Первого учредительного съезда бурят Восточной Сибири в городе Иркутске на котором был избран Бурревком Буравтообласти РСФСР. Был сподвижником М.Н.Ербанова одного из основателей Бурят-Монгольской АССР. В передовой Боханской комсомольской ячейке в 1920-е годы с Данчиновым работали молодежные лидеры Феофан Коняев (первый бурят в Иркутском Губкоме и Бурбюро РКСМ в 1920‒1922 гг.), Михаил Беляев, Михаил Балков, Иван Хамаганов, Филарет Шаданов, Иван Борокшонов, Афанасий Баранников и др.
В мае 1924 г. Прокопий Данчинов (инструктор) переводится в Верхнеудинский (Улан-Удэнский) горком. Одновременно с ним в Обком ЛКСМ был переведен Иван Хамаганов (зав.орготделом) и в айком был переведен Афанасий Баранников (инструктор).
В 1925 поступил на экономическое отделение Московского института народного хозяйства имени Г. В. Плеханова. В годы учебы Данчинов будучи физически очень сильным часто работал по вечерам грузчиком на железнодорожном вокзале. Это помогало в те трудные годы поддерживать товарищей и понемногу собирать ценную научно-техническую библиотеку (в 1937 г. она перешла в фонд городской библиотеки г. Улан-Удэ). В 1930-м окончил институт с красным дипломом. От профессуры ему был преподнесён именной подарок — картина и было предложено остаться в аспирантуре для дальнейшей научной работы. Но Данчинов возвращается в Бурятию. Он считал, что «необходимо как можно скорее применить полученные знания во благо республики».
В 1930-е годы в республике промышленных предприятий практически не было. Ведь по данным переписи 1926 г., удельный вес рабочих фабрично-заводской промышленности в составе трудоспособного населения в национальных республиках был значительно ниже, чем по СССР или РСФСР. Если в стране он составлял 3,4 %, в РСФСР - 3,5, то в Бурятии - 0,5, Дагестане - 0,8, Кабардино-Балкарии - 0,3, Чувашии - 0,2 и т. д.
В Улан-Удэ назначается на должность начальника промышленного сектора Госплана БМ АССР. В период бурного индустриального развития республики вместе с ним в Госплане работает его коллега по комсомольской деятельности С.Я. Ербанова. Также в 1931 году после окончания Московского планового института им. Г.В.Плеханова в Улан-Удэ вернулась и стала работать в Госплане 23-летняя Лидия Яковлевна Егорова. (В 1934 году она была направлена Госпланом в Кяхтинский район для укрепления аппарата РИКа и создания плановой комиссии. В 1936 году она вернулась в Госплан и до 1986г. работала в Госплане начальником сектора, заместителем председателя, с 1953 по 1966 гг. - председателем Госплана Бурят-Монгольской АССР).
В Улан-Удэ Данчинов после анализа сложной экономической ситуации разрабатывает проект кирпичного завода. Проект проходит защиту и Данчинов одновременно назначается начальником стройки. После разработал проектно-сметное обоснование строительства Кяхтинского мелькомбината и Чикойского кожевенного завода. Данчинов был также куратором строительства «Теплостроя» (ТЭЦ1), «Стеклостроя» (Стеклозавод), «Ремстроя» (ЛВРЗ) и т. д.
В 1934 году избирается делегатом 6-го Бурят-Монгольского съезда Советов.
О Данчинове писали историк Б. Митупов и журналист К. Карнышев. Писатель Д. Батожабай дал одному из героев романа «Горные орлы» его имя и по некоторым фактам биографии создал собирательный образ молодого человека нового времени.
По воспоминания современников и родственников Прокопий Павлович был очень сильным и выносливым человеком при этом отличался спокойным и дружелюбным характером. Хорошо играл на гитаре, обладал приятным баритоном, увлекался шахматами.
В 1935 году Данчинов принимал активное участие в организации и проведении шахматно-шашечного турнира в Улан-Удэ.
4 декабря 1937 г. был арестован. Приговорен: Тройка при УНКВД Иркутской обл. 27 февраля 1938 г., обв.: по ст. ст. 58-1 «а», 58-7, 58-9, 58-10, 58-11 УК РСФСР. Расстрелян: 9 марта 1938 г.
Место захоронения: г. Иркутск.
19 февраля 1957 г. реабилитирован определением Военного трибунала ЗабВО. Источник: Книга памяти Иркутской обл. Номер дела: Дело 4975
Супруга Атутова Зинаида (Зиновья) Баировна (Байминовна) окончила Иркутский педагогический институт. Работала учительницей. Во время Великой Отечественной войны работала в колхозе трактористом и топливозаправщиком. Дочь Данчинова Мария Прокопьевна видный бурятский этнограф и публицист позднего советского периода. младшая дочь Тамара Прокопьевна Бадмаева стала тоже как отец экономистом и работала старшим преподавателем в ВСТИ.

## Публикации
- Об организации мельничного комбината в городе Кяхта БМАССР // Социалистическое строительство Бурят-Монголии. — 1936. — № 1. — 61-67 С.